# M113
M113 je plně pásový obrněný transportér (APC) vyvinutý společností Food Machinery Corporation. V roce 1961 byl M113 vyslán k armádě Spojených států v Evropě, aby nahradil mechanizovanou pěchotu vybavenou obrněnými transportéry M59. Poprvé byl nasazen v boji v dubnu 1962, kdy Spojené státy v rámci programu Velitelství vojenské pomoci ve Vietnamu (MACV) poskytly armádě Jižního Vietnamu (ARVN) těžkou výzbroj, včetně M113. M113 se nakonec stal nejpoužívanějším obrněným vozidlem americké armády za války ve Vietnamu. Ze strany Vietcongu si vysloužilo přezdívku "Zelený drak", protože bylo používáno k prorážení hustých houštin uprostřed džungle a k útokům a nájezdům na nepřátelské pozice. Spojeneckými silami byl běžně označován jako „APC“ nebo „ACAV“ (armored cavalry assault vehicle – útočné vozidlo obrněné jízdy).
M113 byl prvním bojovým vozidlem s hliníkovým trupem, které se dostalo do sériové výroby. Byl mnohem lehčí než dřívější podobná vozidla - jeho hliníkový pancíř byl navržen tak, aby byl dostatečně silný k ochraně posádky a přepravovaných vojáků proti palbě z ručních zbraní, ale zároveň dost lehký, aby vozidlo bylo možné přepravovat letecky a poskytovalo i obojživelné schopnosti.
V americké armádě byla řada M113 již dlouho nahrazena na frontových liniích vozidly M2 a M3 Bradley, avšak velké množství jich je stále používáno v podpůrných rolích, například jako obrněná sanitka, nosič minometu, ženijní vozidlo nebo velitelské vozidlo. Těžké brigádní bojové týmy americké armády jsou vybaveny přibližně 6 000 vozidly M113 a 6 724 vozidly Bradley.
Univerzálnost M113 vedla ke vzniku široké škály variant, které jsou nadále využívány po celém světě i v americké službě. Tyto varianty dnes dohromady tvoří přibližně polovinu obrněných vozidel americké armády. Odhaduje se, že bylo vyrobeno a používáno více než 80 000 vozidel rodiny M113 ve více než 50 zemích světa, což z něj činí jedno z nejrozšířenějších obrněných bojových vozidel všech dob.
Výroba M113 byla ukončena v roce 2007. Armáda zahájila program AMPV (Armored Multi-Purpose Vehicle) za účelem nalezení náhrady. V roce 2014 si americká armáda vybrala návrh společnosti BAE Systems – bezvěžovou variantu bojového vozidla Bradley – k nahrazení více než 2 800 vozidel M113 ve službě. Tisíce M113 jsou nadále bojově nasazovány v Izraelských obranných silách, přestože již v roce 2014 Izrael usiloval o postupné nahrazení mnoha ze svých 6 000 vozidel M113 typem Namer, a od roku 2020 také obrněným vozidlem Eitan.

## Vývoj

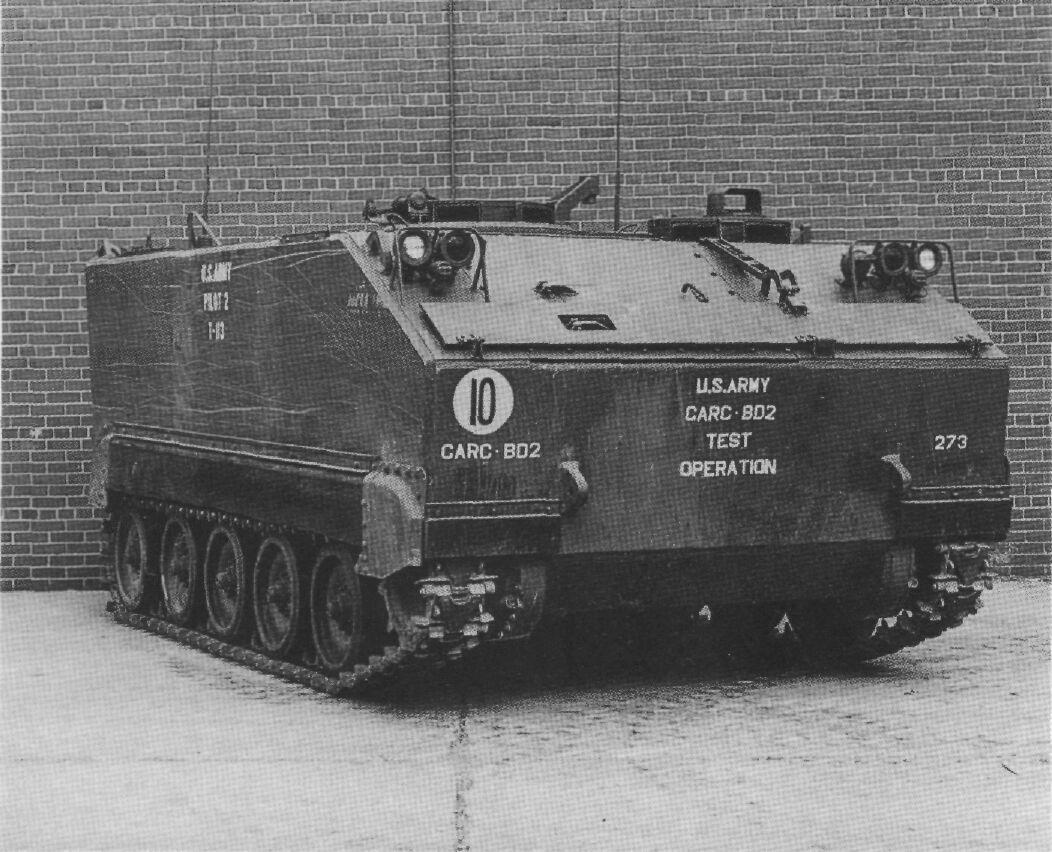
Prototyp FMC T113

V 50. letech 20. století potřebovala americká armáda nový obrněný transportér, který by se dal rychle letecky přepravit do jakékoli části světa. Zároveň by se měly nechat od základního typu odvozovat další varianty využití. Původně byly dvě varianty s hliníkovou nebo ocelovou korbou.[zdroj⁠?!]
V roce 1960 bylo rozhodnuto o používání typu s hliníkovou korbou a vozidlo bylo přijato do výzbroje. Vozidlo bylo prakticky obrněná krabice chránící jednotky pouze před zásahy z pěchotních zbraní. Postupem času se vozidlo stále modernizovalo a upravovalo pro nejrůznější formy využití. Vozidla M113 se stala velmi oblíbenými, o čemž svědčí i fakt, že stále slouží ve více než 50 různých armádách po celém světě, a i to, že jich bylo vyrobeno cca 80 000 kusů v nejrůznějších provedeních. Transportéry byly nasazeny ve Vietnamu a v dalších ozbrojených konfliktech.
Nástupce transportérů M113 byl americkou armádou vybrán v programu AMPV (Armored Multi-Purpose Vehicle). Vítězem se stal koncern BAE Systems s vozidlem využívajícím podvozku bojového vozidla pěchoty M3 Bradley.

## Služba

### Vietnam

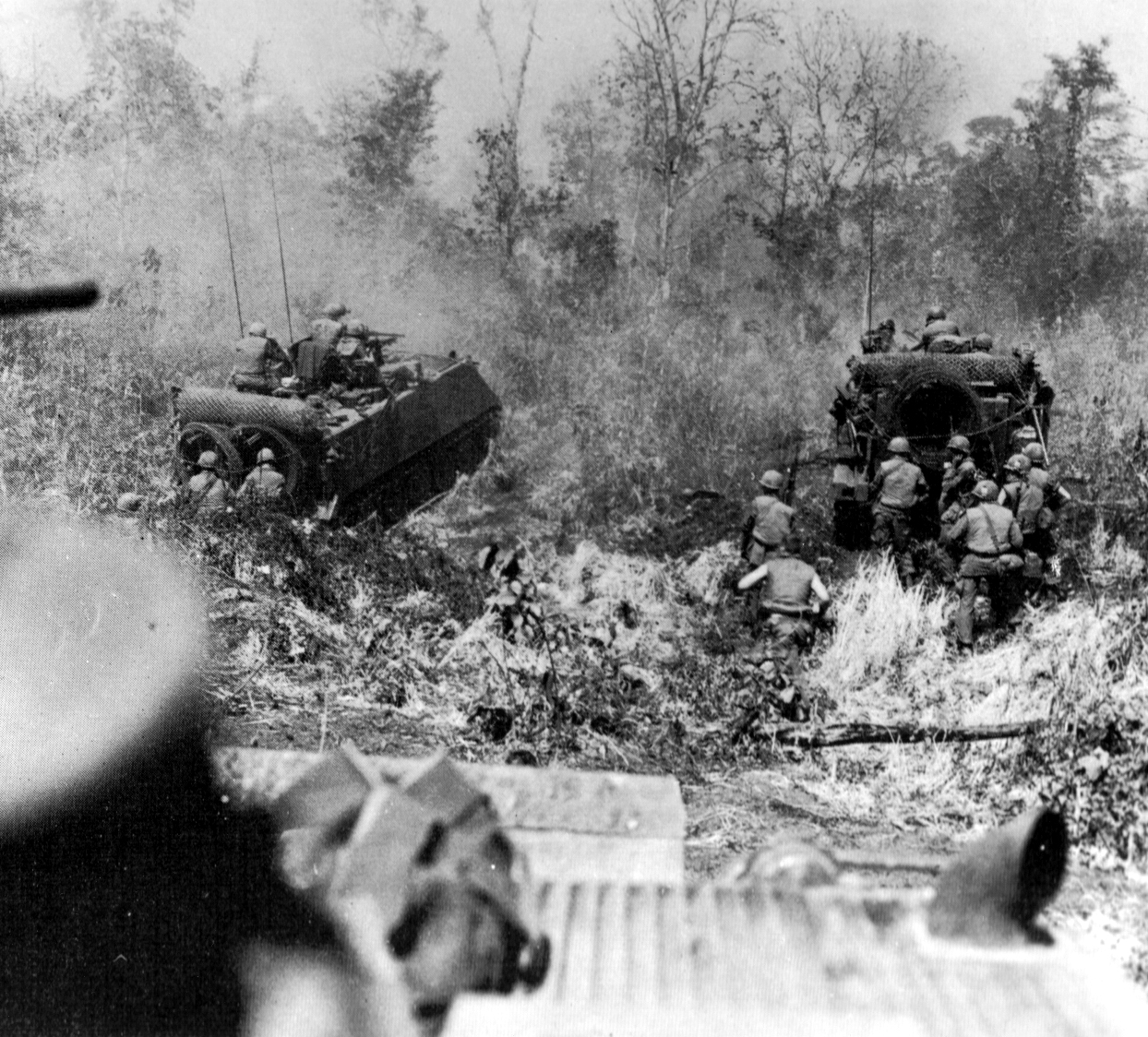
Kombinovaná operace ve Vietnamu. Vozidla M113 prorážejí cestu hustými křovinami, zatímco pěchota postupuje za nimi.

Válka ve Vietnamu byla první bojovou příležitostí pro mechanizovanou pěchotu, technicky nový typ pěchoty, jehož kořeny sahají k obrněné pěchotě z druhé světové války, nyní využívající obrněný transportér M113.
Kromě toho se jezdecké eskadrony obrněné kavalerie ve Vietnamu skládaly převážně z vozidel M113, poté co v různých rolích nahradily původně zamýšlený typ M114, a tankové prapory měly ve svých štábních rotách M113, například v sekci údržby, zdravotnické sekci, sekci pro vyprošťování vozidel, minometné sekci a v průzkumné sekci.
Jednotky mechanizované pěchoty americké armády ve Vietnamu byly plně vybaveny obrněnými transportéry M113 APC/ACAV. Tyto jednotky se skládaly z jedné štábní roty a tří bojových rot, obvykle s tabulkovým stavem přibližně 900 mužů. Do Vietnamu bylo v letech 1965–1972 nasazeno deset praporů mechanizované pěchoty USA.

## Varianty

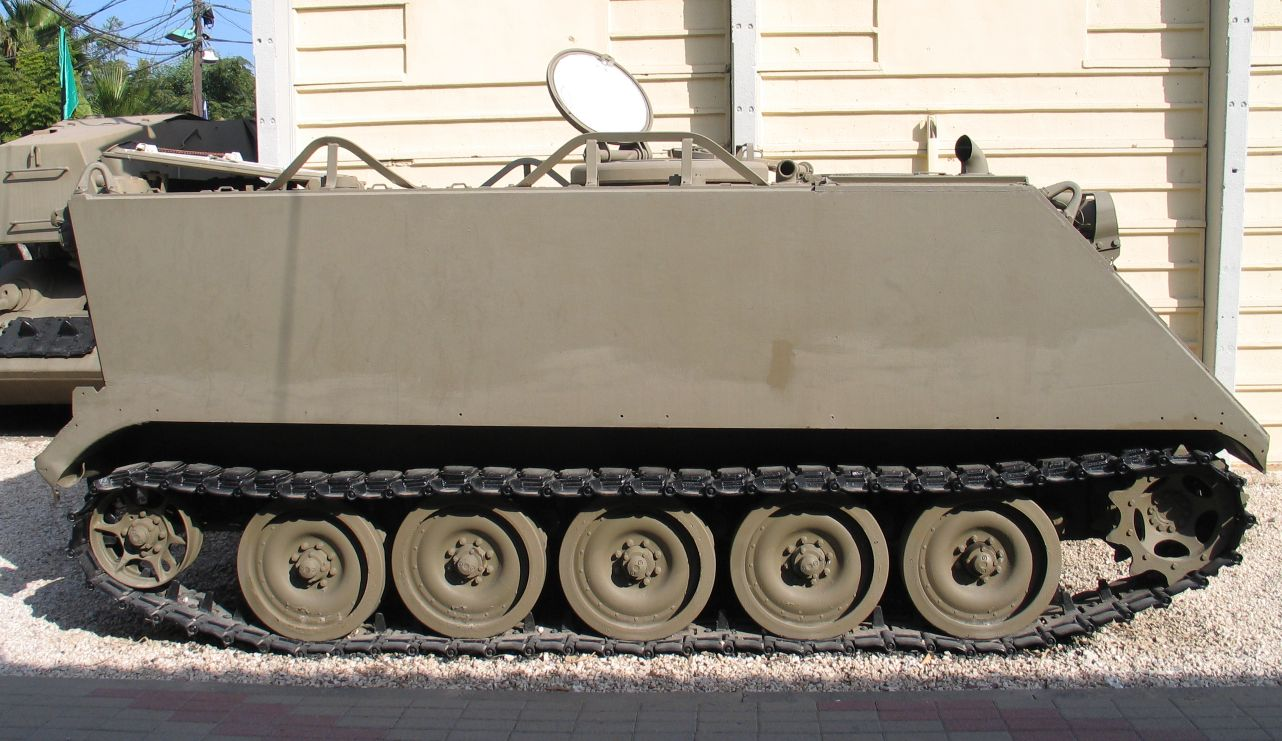
M113A1 APC v muzeu v Tel Avivu

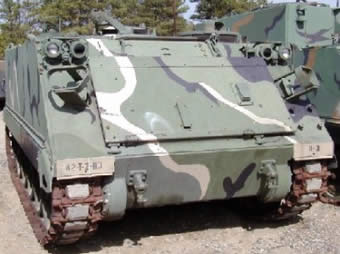
M113A2

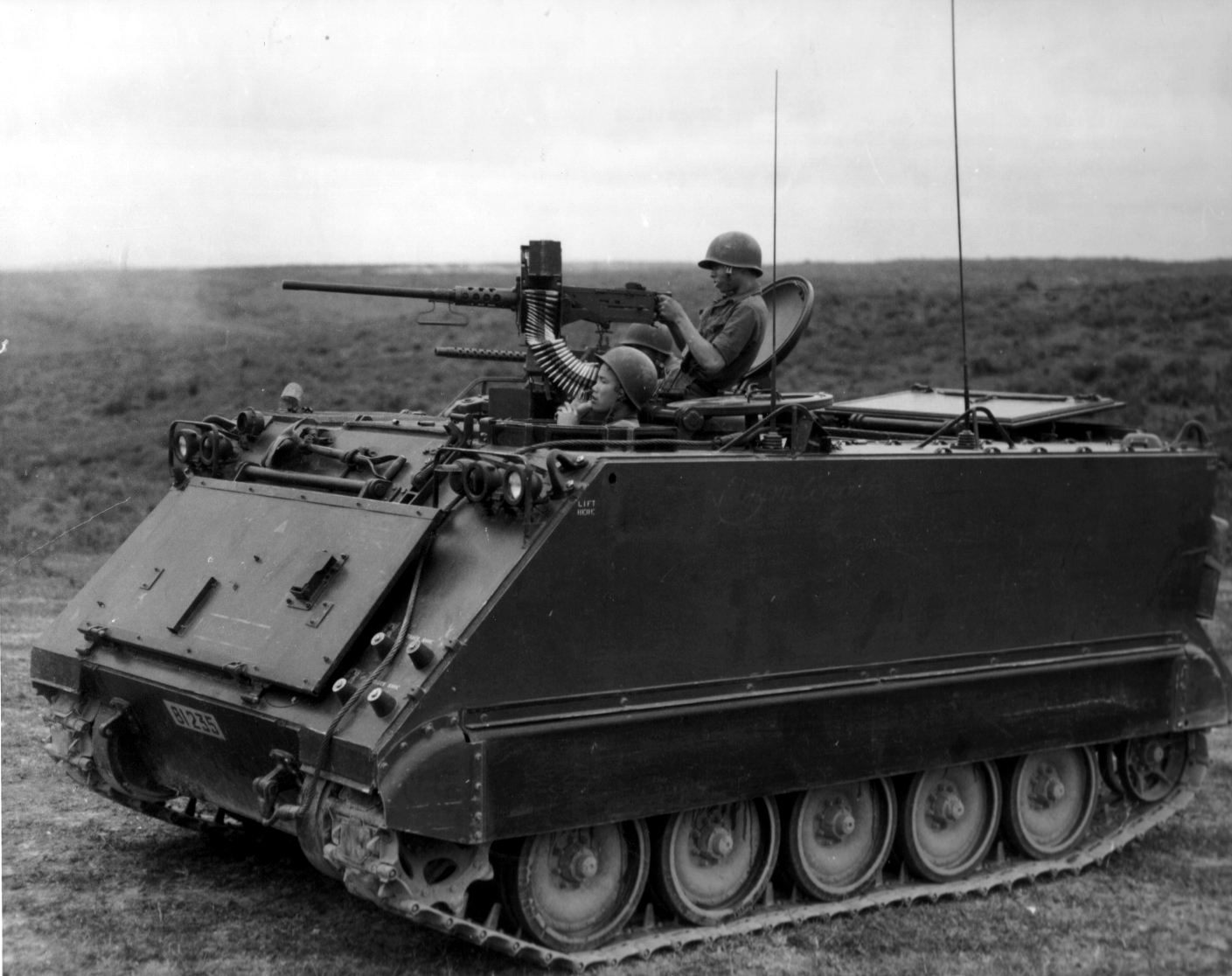
Jedna z mnoha variant M113

Základní obojživelná varianta váží 11 t, je vyzbrojena jedním 0,5″ kulometem Browning, síla pancíře se pohybuje od 12 mm do 38 mm, dojezd činí 480 km, maximální rychlost 68 km/h, osádku tvoří střelec a řidič, kapacita je 10 vyzbrojených vojáků.
Dalšími variantami jsou např.:
- M106 – samohybný 107mm minomet M30
- M113 AMEV – armored medical evacuation vehicle – odsunové zdravotnické vozidlo
- M113 ACAV – armored cavalry assault vehicle – bojové průzkumné vozidlo
- M125 – samohybný 81mm minomet M29
- M163 Vulcan – samohybný 20mm rotační šestihlavňový protiletadlový kanón M61 Vulcan[zdroj⁠?!]
- M548 – pásové nákladní a užitkové vozidlo/dělostřelecký tahač
- M577 – velitelsko-štábní vozidlo
- M901 – stíhač tanků se střelami Hughes BGM-71 TOW, ovládanými z vnitřku vozidla.
- M113 ADATS – samohybné odpalovací zařízení pro protitankové a protiletecké střely Oerlikon.

Existuje velké množství dalších verzí, neboť mnohé země si vozidla upravovaly pro své vlastní potřeby.